# Marcelo Loffreda
Marcelo Hernán Loffreda (Buenos Aires, 17 de mayo de 1959) es un exjugador y exentrenador argentino de rugby que se desempeñaba como centro. Actualmente ejerce su profesión de ingeniero civil y se desempeña como Mánager Deportivo de Los Pumas, cargo que ejerce desde julio de 2020
Dirigió a la Selección Argentina desde 2000 a 2007 llevándola a semifinales de la Copa del Mundo por primera vez en la historia.

## Carrera
A sus 9 años, sus padres deciden mudarse de Capital Federal a Martínez, Gran Buenos Aires. Allí deciden buscar un club para que sus hijos hicieran algún deporte de equipo. En ese momento Marcelo fue al CASI, donde apenas jugaría 7 meses, ya que sus nuevos compañeros de colegio jugaban en el SIC. Por eso, al año siguiente, a sus 9 años, comenzó su carrera en el club para no irse nunca.
Loffreda debutó en la primera del SIC en 1977 a la edad de 16 años, en un partido con San Luis, que terminaría 4-0. Obtuvo 11 títulos con la camiseta del SIC. 
En medio de sus triunfos con el SIC, el Tano tuvo su paso por el seleccionado mayor, vistiendo 46 veces la celeste y blanca.  Loffreda fue parte de la gira de Sudamérica XV a Sudáfrica que derrotó a los Springboks. A pesar de su gran carrera, nunca llegó a disputar un mundial. 
Se retiró jugando en el SIC en 1996 con 36 años. Ese año se convirtió en entrenador del SIC.

## Carrera como entrenador
Siendo jugador,  participó de 44 campeonatos y obtuvo un Diploma al Mérito de los Premios Konex. Dirigió a la selección de rugby de Argentina desde 2000 hasta octubre de 2007. Además, es gerente de ventas de la empresa Alpargatas.
Se retiró de la dirección de la selección al finalizar la Copa Mundial de Rugby de 2007, en donde llevó a Los Pumas al tercer puesto de ese Mundial, y se hizo cargo del Leicester Tigers hasta mediados del 2008, cuando fue cancelado su contrato dado que no se dieron los resultados pretendidos por los dirigentes del equipo.
Años más tarde, comenzó a trabajar en la Unión de Rugby de Buenos Aires (URBA) como asesor externo. Con el correr de los años, fue nombrado Director de Juego, donde su principal rol fue coordinar e idear capacitaciones para los clubes, y además colaborar y auditar el proceso de selección de jugadores de 16, 17 y 18 años, en miras al Campeonato Argentino, donde también asistía al equipo como Head Coach
Dejaría aquel cargo en la URBA a mediados del 2020, luego de ser contratado por la Unión Argentina de Rugby bajo la figura de Mánager Deportivo para el selectivo mayor de Los Pumas.
￼

## Palmarés
- Campeón del Torneo Sudamericano de 1985, 1987 y 1989.
- Campeón del Torneo Nacional de Clubes de 1993 y 1994.
- Campeón del Torneo de la URBA de 1979, 1980, 1983, 1984, 1987, 1988, 1993 y 1994.

Como entrenador
- Campeón del Sudamericano de Rugby de 2000, 2001, 2002, 2003, 2004, 2005, 2006 y 2007.
- Campeón del Torneo de la URBA de 1997 y 1999.